# Чень Тао
Чень Тао (кит.: 陈涛, нар. 11 березня 1985, Аньшань) — китайський футболіст, що грав на позиції півзахисника. По завершенні ігрової кар'єри — тренер.
Виступав, зокрема, за клуб «Шеньян Циньде», а також національну збірну Китаю.
Володар Кубка Китаю.

## Клубна кар'єра
У дорослому футболі дебютував 2003 року виступами за команду «Шеньян Циньде», в якій провів п'ять сезонів, взявши участь у 80 матчах чемпіонату. 
Згодом з 2009 по 2015 рік грав у складі команд «Шанхай Шеньхуа», «Тяньцзінь Теда» та «Далянь Їфан».
Завершив ігрову кар'єру у команді «Сичуань Лонгфор», за яку виступав протягом 2016—2020 років.

## Виступи за збірні
У 2005 році залучався до складу молодіжної збірної Китаю.
У 2008 році захищав кольори олімпійської збірної Китаю. У складі збірної — учасник футбольного турніру на Олімпійських іграх 2008 року у Пекіні.
У 2005 році дебютував в офіційних матчах у складі національної збірної Китаю.
Загалом протягом кар'єри в національній команді, яка тривала 9 років, провів у її формі 21 матч, забивши 2 голи.

## Кар'єра тренера
Розпочав тренерську кар'єру невдовзі по завершенні кар'єри гравця, 2023 року, очоливши тренерський штаб клубу «Шеньчжень». Наразі досвід тренерської роботи обмежується цим клубом.

## Титули і досягнення
- Володар Кубка Китаю (1):

«Тяньцзінь Теда»: 2011